# Iker Flores
Iker Flores Galarza (Urdiáin, Navarra, España, 28 de julio de 1976) es un ciclista español.
Iker Flores debutó como profesional en 1999 con el equipo Euskaltel-Euskadi. Su hermano Igor Flores fue igualmente ciclista profesional, y curiosamente ambos ocuparon el farolillo rojo del Tour de Francia; Igor en 2002, e Iker en 2005. Tras nueve temporadas en el pelotón profesional se retiró al final de la temporada 2007.
En el año 2009 participó en el reality show de la cadena vasca ETB2 El conquistador del fin del mundo.[cita requerida]

## Palmarés
2000
- Tour del Porvenir, más 1 etapa

## Resultados en Grandes Vueltas
Durante su carrera deportiva consiguió los siguientes puestos en las Grandes Vueltas:
| Carrera | Carrera         | 1999 | 2000 | 2001 | 2002 | 2003 | 2004 | 2005  | 2006 | 2007 |
| ------- | --------------- | ---- | ---- | ---- | ---- | ---- | ---- | ----- | ---- | ---- |
|         | Giro de Italia  | —    | —    | —    | —    | —    | —    | —     | 35.º | —    |
|         | Tour de Francia | —    | —    | Ab.  | —    | —    | 60.º | 155.º | —    | —    |
|         | Vuelta a España | —    | —    | —    | 71.º | 18.º | —    | —     | —    | —    |

—: no participa

Ab.: abandono

## Equipos
- Euskaltel-Euskadi (1999-2006)
- Fuerteventura-Canarias (2007)